# 盐盆街道
盐盆街道是中华人民共和国浙江省温州市乐清市下辖的一个街道办事处。

## 行政区划
盐盆街道下辖以下村级行政区划单位：
盐城社区、上段村、盐盆村、樟南村、樟北村、东山村、后埭头村、柏树巷村、山根村、田垟村、吴岙村、杨岙村、盛岙村和盐盆捕捞队村。